# Temporada 2023 del Campeonato GB4
La temporada 2023 del Campeonato GB4 fue la segunda edición de dicho campeonato. Comenzó el 8 de abril en Oulton Park y finalizó el 22 de octubre en Donington Park.
Tom Mills fue el ganador del Campeonato de Pilotos, mientras que el equipo KMR Sport se quedó con el Campeonato de Escuderías.

## Escuderías y pilotos
| Escudería                   | N.º | Piloto             | Rondas  |
| --------------------------- | --- | ------------------ | ------- |
| KMR Sport                   | 3   | Jack Clifford      | Todas   |
| KMR Sport                   | 21  | Tom Mills          | 1–6     |
| KMR Sport                   | 87  | Jeremy Fairbairn   | 1–3     |
| KMR Sport                   | 88  | Lucas Blakeley     | 4, 7    |
| Oldfield Motorsport         | 4   | Jason Conzo        | 1–2     |
| Rossoverde Racing           | 5   | Christian Lester   | 2       |
| Evans GP                    | 8   | Kai Daryanani      | 3, 6    |
| Evans GP                    | 37  | Cooper Webster     | Todas   |
| Evans GP                    | 56  | Thomas Lee         | Todas   |
| Fortec Motorsport           | 10  | Dan Hickey         | 7       |
| Fortec Motorsport           | 15  | Aditya Kulkarni    | 3–7     |
| Fortec Motorsport           | 23  | Aditya Kulkarni    | 1–2     |
| Fortec Motorsport           | 27  | Ruhaan Alva        | 1–5     |
| Fortec Motorsport           | 62  | Colin Queen        | Todas   |
| Velocity Racing Development | 14  | Erik Evans         | 5       |
| Velocity Racing Development | 97  | Zack Ping          | 5–7     |
| Elite Motorsport            | 16  | Josh Irfan         | 1, 3, 6 |
| Elite Motorsport            | 17  | Harri Reynolds     | 1–3     |
| Elite Motorsport            | 18  | Finn Harrison      | 7       |
| Elite Motorsport            | 19  | Theo Micouris      | 7       |
| Fox Motorsport              | 48  | Liam McNeilly      | Todas   |
| Fox Motorsport              | 99  | Sid Smith          | Todas   |
| Dylan Hotchin Racing        | 50  | Dylan Hotchin      | Todas   |
| Graham Brunton Racing       | 68  | Harry Burgoyne Jr. | Todas   |
| Graham Brunton Racing       | 87  | Jeremy Fairbairn   | 4       |
| Graham Brunton Racing       | 91  | Sebastian Murray   | 6–7     |
| Belk Racing                 | 98  | Lexie Belk         | 7       |
| Fuente:                     |     |                    |         |

## Calendario
El calendario provisional se anunció el 15 de octubre de 2022. El campeonato apoyará al campeonato británico de GT en seis de sus siete pruebas.
| Ronda | Ronda | Circuito                | Fecha              |
| ----- | ----- | ----------------------- | ------------------ |
| 1     | C1    | Oulton Park             | 8-9 de abril       |
| 1     | C2    | Oulton Park             | 8-9 de abril       |
| 1     | C3    | Oulton Park             | 8-9 de abril       |
| 2     | C1    | Circuito de Silverstone | 6-7 de mayo        |
| 2     | C2    | Circuito de Silverstone | 6-7 de mayo        |
| 2     | C3    | Circuito de Silverstone | 6-7 de mayo        |
| 3     | C1    | Donington Park          | 27-28 de mayo      |
| 3     | C2    | Donington Park          | 27-28 de mayo      |
| 3     | C3    | Donington Park          | 27-28 de mayo      |
| 3     | C4    | Donington Park          | 27-28 de mayo      |
| 4     | C1    | Circuito de Snetterton  | 17-18 de junio     |
| 4     | C2    | Circuito de Snetterton  | 17-18 de junio     |
| 4     | C3    | Circuito de Snetterton  | 17-18 de junio     |
| 5     | C1    | Circuito de Silverstone | 29-30 de julio     |
| 5     | C2    | Circuito de Silverstone | 29-30 de julio     |
| 5     | C3    | Circuito de Silverstone | 29-30 de julio     |
| 6     | C1    | Brands Hatch            | 9-10 de septiembre |
| 6     | C2    | Brands Hatch            | 9-10 de septiembre |
| 6     | C3    | Brands Hatch            | 9-10 de septiembre |
| 7     | C1    | Donington Park          | 21-22 de octubre   |
| 7     | C2    | Donington Park          | 21-22 de octubre   |
| 7     | C3    | Donington Park          | 21-22 de octubre   |

## Resultados
| Ronda | Ronda | Ronda                   | Pole Position                                         | Vuelta rápida                                                                         | Piloto ganador                                                                        | Escudería ganadora                                                                    |
| ----- | ----- | ----------------------- | ----------------------------------------------------- | ------------------------------------------------------------------------------------- | ------------------------------------------------------------------------------------- | ------------------------------------------------------------------------------------- |
| 1     | C1    | Oulton Park             | Tom Mills                                             | Liam McNeilly                                                                         | Jeremy Fairbairn                                                                      | KMR Sport                                                                             |
| 1     | C2    | Oulton Park             | Tom Mills                                             | Tom Mills                                                                             | Tom Mills                                                                             | KMR Sport                                                                             |
| 1     | C3    | Oulton Park             |                                                       | Liam McNeilly                                                                         | Liam McNeilly                                                                         | Fox Motorsport                                                                        |
| 2     | C1    | Circuito de Silverstone | Tom Mills                                             | Carrera cancelada debido a las condiciones climática, reprogramado para el 27 de mayo | Carrera cancelada debido a las condiciones climática, reprogramado para el 27 de mayo | Carrera cancelada debido a las condiciones climática, reprogramado para el 27 de mayo |
| 2     | C2    | Circuito de Silverstone | Tom Mills                                             | Tom Mills                                                                             | Tom Mills                                                                             | KMR Sport                                                                             |
| 2     | C3    | Circuito de Silverstone |                                                       | Harri Reynolds                                                                        | Harri Reynolds                                                                        | Elite Motorsport                                                                      |
| 3     | C1    | Donington Park          | Tom Mills                                             | Cooper Webster                                                                        | Tom Mills                                                                             | KMR Sport                                                                             |
| 3     | C2    | Donington Park          | Tom Mills                                             | Colin Queen                                                                           | Tom Mills                                                                             | KMR Sport                                                                             |
| 3     | C3    | Donington Park          | Colin Queen                                           | Tom Mills                                                                             | Tom Mills                                                                             | KMR Sport                                                                             |
| 3     | C4    | Donington Park          |                                                       | Tom Mills                                                                             | Liam McNeilly                                                                         | Fox Motorsport                                                                        |
| 4     | C1    | Circuito de Snetterton  | Cooper Webster                                        | Cooper Webster                                                                        | Cooper Webster                                                                        | Evans GP                                                                              |
| 4     | C2    | Circuito de Snetterton  | Cooper Webster                                        | Cooper Webster                                                                        | Tom Mills                                                                             | KMR Sport                                                                             |
| 4     | C3    | Circuito de Snetterton  |                                                       | Cooper Webster                                                                        | Cooper Webster                                                                        | Evans GP                                                                              |
| 5     | C1    | Circuito de Silverstone | Tom Mills                                             | Tom Mills                                                                             | Tom Mills                                                                             | KMR Sport                                                                             |
| 5     | C2    | Circuito de Silverstone | Tom Mills                                             | Tom Mills                                                                             | Tom Mills                                                                             | KMR Sport                                                                             |
| 5     | C3    | Circuito de Silverstone | Carrera cancelada debido a las condiciones climáticas | Carrera cancelada debido a las condiciones climáticas                                 | Carrera cancelada debido a las condiciones climáticas                                 | Carrera cancelada debido a las condiciones climáticas                                 |
| 6     | C1    | Brands Hatch            | Tom Mills                                             | Cooper Webster                                                                        | Tom Mills                                                                             | KMR Sport                                                                             |
| 6     | C2    | Brands Hatch            | Tom Mills                                             | Tom Mills                                                                             | Tom Mills                                                                             | KMR Sport                                                                             |
| 6     | C3    | Brands Hatch            |                                                       | Liam McNeilly                                                                         | Kai Daryanani                                                                         | Evans GP                                                                              |
| 7     | C1    | Donington Park          | Cooper Webster                                        | Liam McNeilly                                                                         | Cooper Webster                                                                        | Evans GP                                                                              |
| 7     | C2    | Donington Park          | Cooper Webster                                        | Cooper Webster                                                                        | Cooper Webster                                                                        | Evans GP                                                                              |
| 7     | C3    | Donington Park          |                                                       | Colin Queen                                                                           | Cooper Webster                                                                        | Evans GP                                                                              |

## Clasificaciones

### Sistema de puntuación
Se otorgaron puntos a los 20 primeros clasificados en las carreras uno y dos, y la tercera carrera otorgó puntos solo a los 15 primeros. La carrera tres, cuya parrilla se formó invirtiendo el orden de clasificación, otorgó puntos extra por las posiciones ganadas por los pilotos. ' respectivas posiciones iniciales.
| Carreras       | Posiciones, puntos por carrera | Posiciones, puntos por carrera | Posiciones, puntos por carrera | Posiciones, puntos por carrera | Posiciones, puntos por carrera | Posiciones, puntos por carrera | Posiciones, puntos por carrera | Posiciones, puntos por carrera | Posiciones, puntos por carrera | Posiciones, puntos por carrera | Posiciones, puntos por carrera | Posiciones, puntos por carrera | Posiciones, puntos por carrera | Posiciones, puntos por carrera | Posiciones, puntos por carrera | Posiciones, puntos por carrera | Posiciones, puntos por carrera | Posiciones, puntos por carrera | Posiciones, puntos por carrera | Posiciones, puntos por carrera |
| Carreras       | 1.º                            | 2.º                            | 3.º                            | 4.º                            | 5.º                            | 6.º                            | 7.º                            | 8.º                            | 9.º                            | 10.º                           | 11.º                           | 12.º                           | 13.º                           | 14.º                           | 15.º                           | 16.º                           | 17.º                           | 18.º                           | 19.º                           | 20.º                           |
| -------------- | ------------------------------ | ------------------------------ | ------------------------------ | ------------------------------ | ------------------------------ | ------------------------------ | ------------------------------ | ------------------------------ | ------------------------------ | ------------------------------ | ------------------------------ | ------------------------------ | ------------------------------ | ------------------------------ | ------------------------------ | ------------------------------ | ------------------------------ | ------------------------------ | ------------------------------ | ------------------------------ |
| Carreras 1 y 2 | 35                             | 29                             | 24                             | 21                             | 19                             | 17                             | 15                             | 13                             | 12                             | 11                             | 10                             | 9                              | 8                              | 7                              | 6                              | 5                              | 4                              | 3                              | 2                              | 1                              |
| Carrera 3      | 20                             | 17                             | 15                             | 13                             | 11                             | 10                             | 9                              | 8                              | 7                              | 6                              | 5                              | 4                              | 3                              | 2                              | 1                              |                                |                                |                                |                                |                                |

### Campeonato de Pilotos
| Pos. | Piloto             | OUL | OUL | OUL | SIL1 | SIL1 | SIL1 | DON1 | DON1 | DON1 | DON1 | SNE | SNE | SNE | SIL2 | SIL2 | SIL2 | BRH | BRH | BRH | DON2 | DON2 | DON2 | Puntos |
| ---- | ------------------ | --- | --- | --- | ---- | ---- | ---- | ---- | ---- | ---- | ---- | --- | --- | --- | ---- | ---- | ---- | --- | --- | --- | ---- | ---- | ---- | ------ |
| 1    | Tom Mills          | 2   | 1   | 67  | C    | 1    | 38   | 1    | 1    | 1    | 49   | 2   | 1   | 37  | 1    | 1    | C    | 1   | 1   | 74  |      |      |      | 505    |
| 2    | Cooper Webster     | 3   | 11  | 92  | C    | 3    | Ret  | 2    | 2    | 2    | 29   | 1   | 2   | 110 | 4    | 2    | C    | 3   | 2   | 4   | 1    | 1    | 110  | 494    |
| 3    | Liam McNeilly      | 6   | 2   | 18  | C    | 7    | 52   | 6    | 4    | 8    | 17   | 5   | 4   | 10  | 2    | 3    | C    | 2   | 3   | 37  | 2    | 3    | 73   | 419    |
| 4    | Colin Queen        | 4   | Ret | 37  | C    | 2    | 46   | 3    | 3    | 3    | 13   | 3   | 3   | 54  | 3    | 4    | C    | 4   | 9   | 12  | 7    | 2    | 27   | 379    |
| 5    | Aditya Kulkarni    | 11  | 7   | 11  | C    | 11   | 7    | 11   | 9    | 6    | 34   | 10  | 6   | 2   | 7    | 7    | C    | 8   | 10  | 2   | 9    | 8    | 3    | 256    |
| 6    | Harry Burgoyne Jr. | 9   | 5   | 8   | C    | 8    | 102  | 7    | 10   | 9    | 5    | 4   | 8   | 9   | 9    | 8    | C    | 7   | 6   | Ret | 5    | 6    | 4    | 256    |
| 7    | Jack Clifford      | 8   | 10  | 10  | C    | 6    | 6    | 8    | 7    | Ret  | 9    | 8   | 11  | 4   | 5    | 6    | C    | 10  | 8   | 8   | 13   | Ret  | 13   | 207    |
| 8    | Sid Smith          | 13  | Ret | 5   | C    | 9    | Ret  | 5    | 12   | 7    | 7    | 9   | 5   | Ret | 8    | 10   | C    | 6   | 5   | 5   | 8    | Ret  | 11   | 203    |
| 9    | Jeremy Fairbairn   | 1   | 6   | 12  | C    | 5    | 9    | 4    | 5    | 4    | 6    | 7   | 9   | 6   |      |      |      |     |     |     |      |      |      | 190    |
| 10   | Ruhaan Alva        | 7   | Ret | 7   | C    | 14   | 2    | 10   | 8    | 5    | 14   | 6   | 10  | 8   | 6    | 5    | C    |     |     |     |      |      |      | 165    |
| 11   | Dylan Hotchin      | 14  | 8   | 131 | C    | 13   | 121  | 13   | DNS  | Ret  | Ret  | 12  | 12  | Ret | 12   | 11   | C    | 12  | 12  | 103 | 10   | 10   | Ret  | 132    |
| 12   | Harri Reynolds     | 10  | 4   | 25  | C    | 4    | 15   | 9    | 13   | Ret  | 11   |     |     |     |      |      |      |     |     |     |      |      |      | 125    |
| 13   | Josh Irfan         | 5   | 3   | 4   |      |      |      |      | 6    | Ret  | 10   |     |     |     |      |      |      | 5   | 7   | Ret |      |      |      | 117    |
| 14   | Thomas Lee         | 15  | DNS | DNS | C    | Ret  | Ret  | 12   | 14   | 11   | 123  | 13  | 13  | DSQ | 13   | 12   | C    | 14  | 13  | 113 | 12   | Ret  | 124  | 113    |
| 15   | Lucas Blakeley     |     |     |     |      |      |      |      |      |      |      | 11  | 7   | 71  |      |      |      |     |     |     | 3    | 5    | 5    | 89     |
| 16   | Zack Ping          |     |     |     |      |      |      |      |      |      |      |     |     |     | 10   | Ret  | C    | 13  | 4   | 63  | 4    | Ret  | Ret  | 74     |
| 17   | Sebastian Murray   |     |     |     |      |      |      |      |      |      |      |     |     |     |      |      |      | 11  | 11  | 93  | 11   | 9    | 93   | 62     |
| 18   | Kai Daryanani      |     |     |     |      |      |      |      | 11   | 10   | 8    |     |     |     |      |      |      | 9   | Ret | 1   |      |      |      | 61     |
| 19   | Theo Micouris      |     |     |     |      |      |      |      |      |      |      |     |     |     |      |      |      |     |     |     | 6    | 7    | 62   | 44     |
| 20   | Jason Conzo        | 12  | 9   | Ret | C    | 10   | 8    |      |      |      |      |     |     |     |      |      |      |     |     |     |      |      |      | 40     |
| 21   | Finn Harrison      |     |     |     |      |      |      |      |      |      |      |     |     |     |      |      |      |     |     |     | Ret  | 4    | 8    | 29     |
| 22   | Erik Evans         |     |     |     |      |      |      |      |      |      |      |     |     |     | 11   | 9    | C    |     |     |     |      |      |      | 22     |
| 23   | Christian Lester   |     |     |     | C    | 12   | 114  |      |      |      |      |     |     |     |      |      |      |     |     |     |      |      |      | 18     |
| 24   | Lexie Belk         |     |     |     |      |      |      |      |      |      |      |     |     |     |      |      |      |     |     |     | Ret  | 11   | 141  | 13     |
| 25   | Dan Hickey         |     |     |     |      |      |      |      |      |      |      |     |     |     |      |      |      |     |     |     | Ret  | Ret  | 104  | 10     |
| Pos. | Piloto             | OUL | OUL | OUL | SIL1 | SIL1 | SIL1 | DON1 | DON1 | DON1 | DON1 | SNE | SNE | SNE | SIL2 | SIL2 | SIL2 | BRH | BRH | BRH | DON2 | DON2 | DON2 | Puntos |

| Color     | Resultado                                                               |
| --------- | ----------------------------------------------------------------------- |
| Oro       | Ganador                                                                 |
| Plata     | 2.ª plaza                                                               |
| Bronce    | 3.ª plaza                                                               |
| Verde     | Finalizó en los puntos                                                  |
| Azul      | Finalizó sin puntos                                                     |
| Azul      | NC - No clasificado                                                     |
| Violeta   | Ret - No terminó (Carrera)                                              |
| Rojo      | DNQ - No se clasificó                                                   |
| Negro     | DSQ - Descalificado                                                     |
| Blanco    | DNS - No empezó (carrera)                                               |
| Blanco    | WD - Retirado (fin de semana)                                           |
| Blanco    | C - Carrera cancelada                                                   |
| Sin color | DNP - Inscrito pero no participó                                        |
| Sin color | INJ - Lesionado                                                         |
| Sin color | EX - Excluido                                                           |
| Estado    | Resultado                                                               |
| Negrita   | Pole position                                                           |
| Cursiva   | Vuelta rápida                                                           |
| †         | Abandona, pero clasifica al completar el porcentaje requerido para ello |

### Campeonato de Equipos
| Pos. | Equipo                      | Puntos |
| ---- | --------------------------- | ------ |
| 1    | KMR Sport                   | 837    |
| 2    | Fortec Motorsport           | 678    |
| 3    | Evans GP                    | 629    |
| 4    | Fox Motorsport              | 622    |
| 5    | Graham Brunton Racing       | 355    |
| 6    | Elite Motorsport            | 315    |
| 7    | Dylan Hotchin Racing        | 132    |
| 8    | Velocity Racing Development | 96     |
| 9    | Oldfield Motorsport         | 40     |
| 10   | Rossoverde Racing           | 18     |
| 11   | Belk Racing                 | 13     |